# Klemens Górski
Klemens Górski, pseudonim Adam Waga (ur. 1936 w Wagach) – redaktor, eseista, poeta; brat Jana Górskiego i Antoniego Górskiego, siostrzeniec Franciszki Ramotowskiej.

## Życiorys
Ukończył polonistykę na Uniwersytecie Warszawskim. Pracował m.in. w wydawnictwach Ludowa Spółdzielnia Wydawnicza, Czytelnik i Wydawnictwo Sejmowe.
W latach pięćdziesiątych, będąc w szkole średniej, został aresztowany przez Urząd Bezpieczeństwa za kolportaż antykomunistycznych ulotek.

## Twórczość
W 2007 roku wydał tomik wierszy Obol pod pseudonimem Adam Waga (ISBN 83-87572-39-X). W 2012 roku została wydana reedycja książki wraz z nowelą Mariana Pilota jako Obol/Postanowienia końcowe (ISBN 978-83-08-04874-0). 
W 2013 roku został wydany drugi tom wierszy pt. Chromając (ISBN 978-83-08-05075-0), za który został nominowany do Orfeusza - Nagrody Poetyckiej im. K. I. Gałczyńskiego 2014. Ponownie nominowany do tej nagrody w 2016 za tom Samosiew a trzecią nominację do Orfeusza otrzymał w 2018 za tom Ułomki. W 2024 nominowany po raz czwarty do Orfeusza za tom Ścierń.